# Schießwolle 36
Schießwolle 36 war die deutsche Bezeichnung für ein Sprengstoffgemisch, das 1936 von der Wehrmacht eingeführt wurde.
Schießwolle ist nach Römpp ein Synonym für Schießbaumwolle, hergestellt aus Baumwolle. Gefolgt von zweistelligen Zahlen xy ist Schießwolle xy jedoch Deckname der Wehrmacht für drei verschiedene, gänzlich andersartige Sprengstoffe.
Schießwolle 36 ist eine gießbare Mischung aus 67 % Trinitrotoluol (TNT), 8 % Hexanitrodiphenylamin und 25 % Aluminium, wobei das Mischungsverhältnis im Laufe der Zeit leichten Variationen unterlag. Sie kam vor allem in Torpedos und Seeminen während des Zweiten Weltkrieges zum Einsatz. Schießwolle 36 war so zündträge, dass selbst Treffer des Gefechtskopfes durch ein 2-cm-Geschoss lediglich zum Abbrennen, jedoch nicht zur Explosion führten. Darum erfolgte die Zündung eines Torpedogefechtskopfes in drei Stufen durch eine Initialladung auf eine Übertragungsladung, die erst dann die Schießwolle 36 zündete.
Weitere als Schießwolle bezeichnete Mischungen waren:
- Schießwolle 18: Zusammensetzung: 60 % TNT, 24 % Hexanitrodiphenylamin, 16 % Aluminiumpulver
- Schießwolle 39: Zusammensetzung: 45 % TNT, 5 % Hexanitrodiphenylamin, 20 % Aluminiumpulver, 30 % Ammoniumnitrat.

## Schießwolle als Strandgut
Obwohl Schießwolle nicht schwimmt, werden bis heute an Nord- und Ostseeküste gelegentlich Brocken von Schießwolle als Strandgut angespült. Diese stammt aus verrostenden Seeminen oder Restbeständen, die nach dem Krieg versenkt wurden. Es bestehen erhebliche Gefahren für Touristen, die die aufgrund der Aluminiumspäne mitunter glitzernden, stein-ähnlichen Objekte für ein natürliches Mineral halten bzw. nicht als Sprengstoff erkennen, aufsammeln und mitnehmen.